# Biferno (fleuve)
Pour le vin, voir Biferno.
Le Biferno (en dialecte local lu Bufiern) est un fleuve qui traverse la région Molise, en Italie. Il prend sa source à Bojano, dans la province de Campobasso, et se jette dans la mer Adriatique entre les communes de Termoli et Campomarino. Sa longueur est de 84 km.
À l’époque de l’Antiquité, il était connu sous le nom de Tifernus.